# Spigelia texana
Spigelia texana är en tvåhjärtbladig växtart som först beskrevs av John Torrey och Gray, och fick sitt nu gällande namn av A. Dc.. Spigelia texana ingår i släktet Spigelia och familjen Loganiaceae. Inga underarter finns listade i Catalogue of Life.